# Werkcollege
Een werkcollege is een lesvorm op de hogeschool en de universiteit waarbij de student onder begeleiding aan opdrachten werkt, meestal in groepsverband. Men leest en vertaalt bijvoorbeeld gezamenlijk teksten, houdt referaten, kijkt gezamenlijk gemaakte opgaven na, werkt vraagstukken uit, bediscussieert onder leiding van een docent of studentassistent een onderwerp, bestudeert een casus of oefent samen een onderzoekstechniek. De inhoud en aanpak van een werkcollege, evenals de locatie, variëren naargelang de studierichting.
De Nederlandse term werkcollege is een vertaling van de Duitse term Seminar voor dergelijke colleges, die vanaf de negentiende eeuw met name vanuit Berlijn en Göttingen opgang maakten.